# Günter Bär
Günter Bär (* 17. Januar 1935) ist ein ehemaliger deutscher Fußballtorhüter.

## Karriere
Günter Bär begann das Fußballspielen in der Jugend bei Wormatia Worms. Mit siebzehn Jahren stand er das erste Mal bei der ersten Mannschaft der Wormatia im Tor. Für diese absolvierte er in der Oberliga Südwest bis 1961 insgesamt 210 Spiele. Seinen Höhepunkt hatte er, als er 1955 an der Endrunde um die deutsche Meisterschaft teilnahm. Im Jahre 1961 wechselte Bär zu den Stuttgarter Kickers und absolvierte dort bis 1966 insgesamt 71 Spiele im Trikot der Blauen.